# Falltorsäule

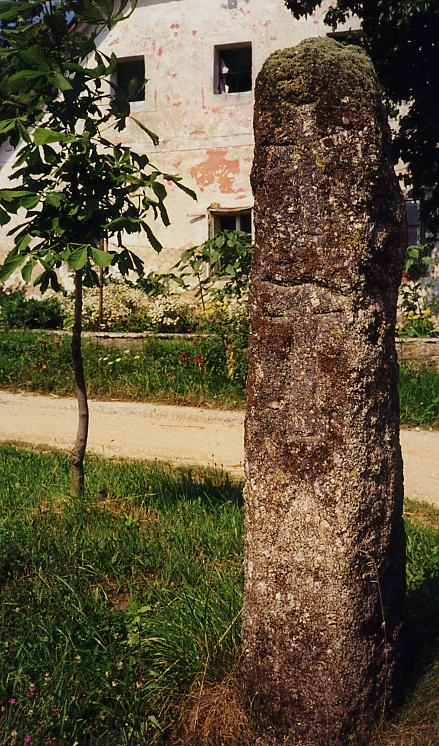
Falltorsäule in Harmannstein

Eine Falltorsäule ist ein historisches Rechtsbauwerk. Wurde in früheren Jahrhunderten ein Verbrecher festgenommen, für dessen Bestrafung aufgrund der Schwere der ihm zur Last gelegten Tat nicht der Ortsrichter, sondern die nächsthöhere Instanz zuständig war, so hatte ihn der Ortsrichter am Falltor der Wehrmauer des Ortes zu übergeben. Hatte eine Siedlung keine Wehrmauer, wurde eine Falltorsäule errichtet, an die der Beschuldigte bis zu seinem Abtransport gebunden wurde. Laut damaliger Strafprozessordnung musste der Landrichter den Beschuldigten binnen einer festgesetzten Frist abholen, andernfalls wurde dieser vom Ortsrichter nur mehr symbolisch mit einem Grashalm oder Zwirn angebunden und so seine Flucht ermöglicht. Falltorsäulen sind daher als Schnittstelle zwischen niederer und hoher Gerichtsbarkeit zu sehen. Oft wurden Bildstöcke sekundär als Falltorsäulen verwendet, in manchen Fällen wurden eigene Säulen errichtet. Eine solche Falltorsäule existiert beispielsweise in Harmannstein im niederösterreichischen Waldviertel in Form einer Granitstele mit einem Loch und eingemeißeltem Beil (Rechtssymbol) und Kreuz.